# Annett Neumann
Annett Neumann, född den 31 januari 1970 i Lauchhammer, Brandenburg, är en tysk tävlingscyklist som tog OS-silver i cykelsprinten vid olympiska sommarspelen 1992 i Barcelona. 